# Hotel Continental (Temuco)
El Hotel Continental fue un hotel de Temuco, Chile, cuyo edificio es Monumento Nacional en categoría de Monumento Histórico. Su origen se remonta a una época de prosperidad en la ciudad y es posible relacionarlo cronológicamente con distintos hitos de Temuco. 
Según Fernández, Trinidad (2014) se puede relacionar con la ocupación de la Araucanía y llegada de colonias extranjeras (1860-1883); fundación de la ciudad (1881); y con la llegada del ferrocarril (1895).
Se encuentra ubicado, centralmente, a una cuadra de la plaza Aníbal Pinto, también conocida como “Plaza de armas”, en la calleAntonio varas N°708. 
Fue erigido el año 1887, e inaugurado bajo el nombre de Hotel de France. Fue uno de los primeros hoteles del país, y en él se alojaron personajes ilustres en la historia de Chile, entre otros, los poetas Jorge Teillier, Gabriela Mistral y Pablo Neruda, además de los presidentes Salvador Allende y Pedro Aguirre Cerda. Desde 2014, es parte de la Ruta Patrimonial Huellas de Pablo Neruda.

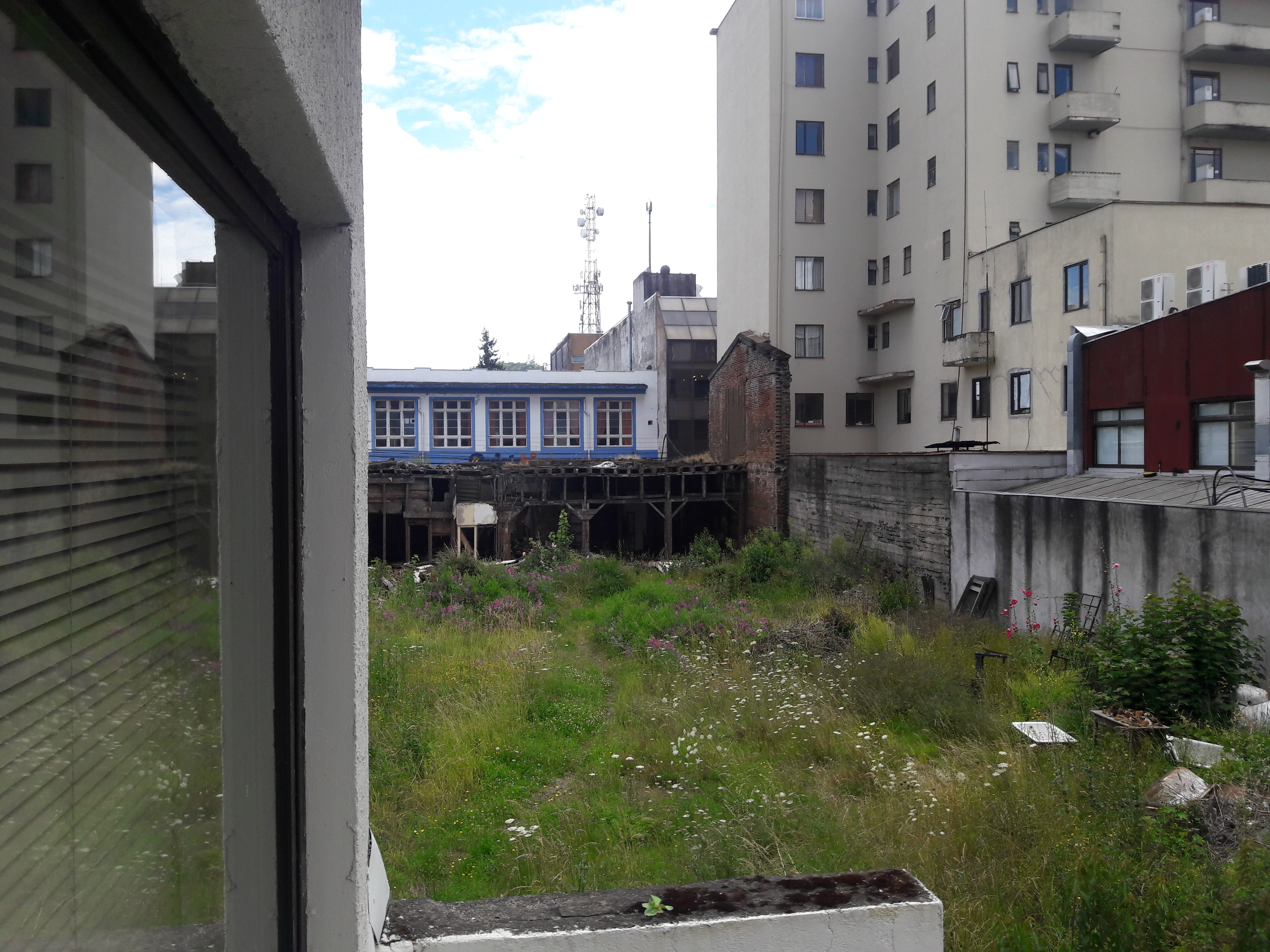
Parte trasera de la estructura. Se puede apreciar su deterioro.

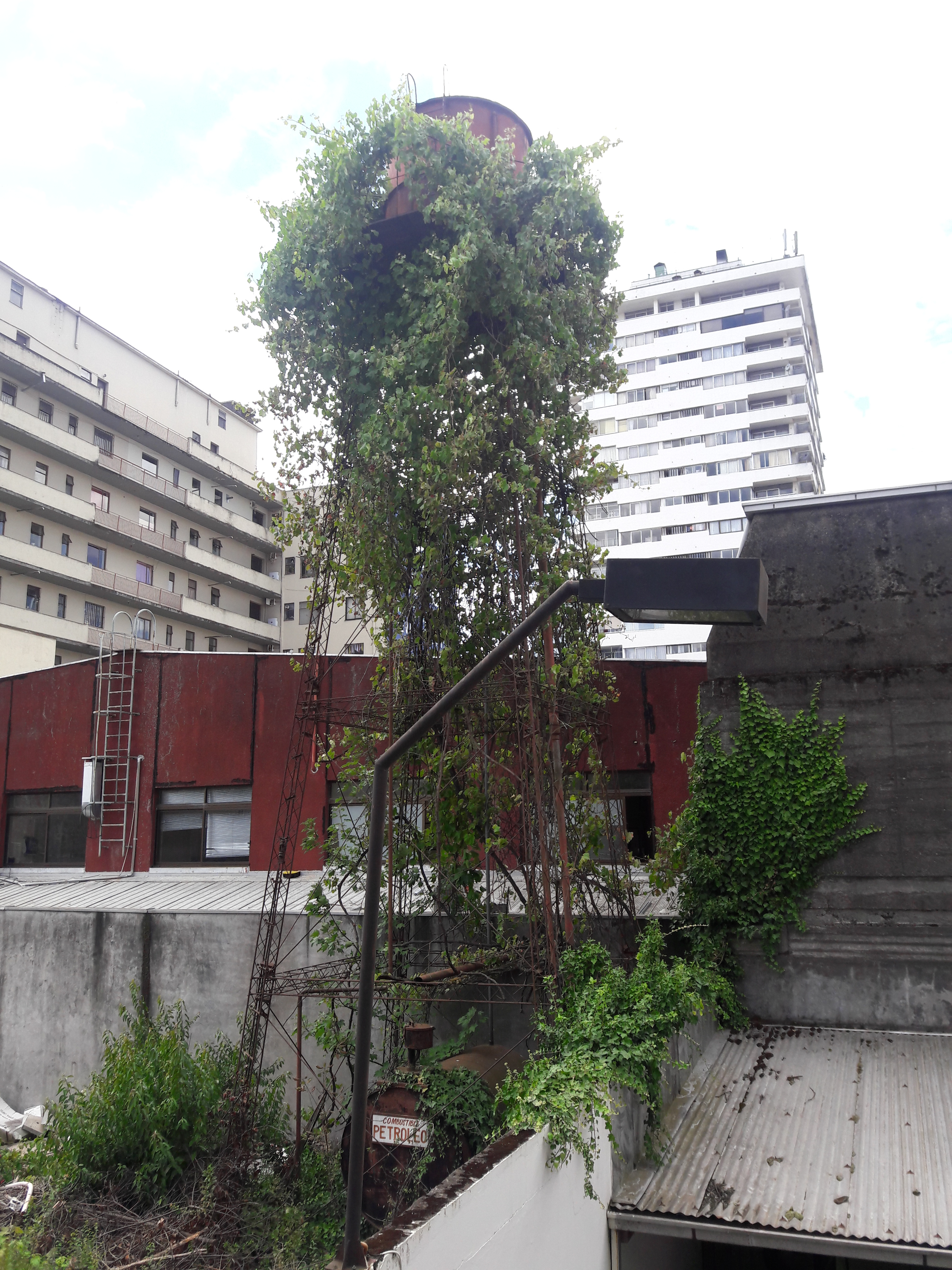
Estructura para petróleo.

Debido a las precarias condiciones en las que se encuentra, en 2014 la Municipalidad de Temuco ordenó a los propietarios del inmueble realizarle reparaciones o la estructura sería demolida.
Actualmente pertenece a Andrés Salvadores el 51% y el 49% restante a la Sociedad ALBA Limitada.

## Antecedentes arquitectónicos.
Edificio esquina, orientación nor-poniente, desarrollado en dos niveles, con ventanas rectas, donde originalmente existía un balcón para cada vano. Posee un zócalo característico de los edificios de su época, en el que rematan en su parte inferior las ventanas del primer nivel. Fue estructurado con base en un sistema de muros perimetrales en albañilería de ladrillo confinados en madera, propios del siglo XIX y anterior a la normativa sismo resistente (aun así, ha resistido los sismos del siglo XIX y XX).
El entrepiso es de madera y las tabaquerías interiores de estructura con revestimiento de madera, destacando el predominio de revestimiento de madera en interiores.
Esquinas ochavadas.

## Declaración monumento nacional.
Es declarado Monumento Nacional, categoría de Monumento Histórico, por el Ministerio de Educación (ministro Felipe Bulnes Serrano), el 3 de agosto del año 2011, en el Gobierno del presidente Sebastián Piñera.
Es el Decreto N°00294
Ubicado en Calle Antonio Varas N°708, de la comuna de Temuco, Provincia de Cautín, Región de La Araucanía.